# Darko Stošić
Darko Stošić, född 9 september 1988, är en serbisk MMA-utövare som sedan 2018 tävlar i Ultimate Fighting Championship. 

## Judo
Stošić började träna judo vid sju års ålder på judoklubben LSK Laćarak där han tränade fram till femton års ålder då skolgången tvingade honom att flytta till Belgrad. När han flyttat dit gick han med i klubben MMA Red Star där han stannat sedan dess. I sin Judokarriär har han vunnit de serbiska nationella mästerskapen ett flertal gånger och dessutom blivit balkanmästare. Han valde att skifta fokus till MMA 2012.

## MMA

### Tidig karriär
Stošić tävlade för ett antal lokala organisationer under sin tidiga karriär: TFC, AFC, MC och GCF innan han började tävla för Final Fight Championship där han stannade och tävlade framgångsrikt i två år. Han blev FFC:s tungviktsmästare vid "Night of Champions" galan  då han besegrade nederländaren Dion Staring via enhälligt domslut.

### UFC
Stošić debuterade i UFC 22 juli 2018 vid UFC Fight Night: Shogun vs. Smith där han mötte Jeremy Kimball. Stošić vann matchen via TKO i första ronden.
Nästa match för UFC var mot Devin Clark 1 juni 2019 vid UFC Fight Night: Gustafsson vs. Smith. Den matchen gick tiden ut och Stošić förlorade med enhälliga domarsiffror: 29-28 på samtliga domarkort.
Stošić mötte Kennedy Nzechukwu 3 augusti vid UFC on ESPN: Covington vs. Lawler och förlorade via enhälligt domslut sedan han fått två poängs avdrag för grensparkar. En poäng i andra ronden och en poäng i tredje.
Den 25 januari 2020 mötte han Jamahal Hill vid UFC Fight Night: Blaydes vs. dos Santos och förlorade via enhälligt domslut.

## Tävlingsfacit
| Resultat | Facit | Motståndare           | Metod                   | Evenemang                               | Datum             | Rond | Tid  | Plats                             | Notering |
| -------- | ----- | --------------------- | ----------------------- | --------------------------------------- | ----------------- | ---- | ---- | --------------------------------- | -------- |
| Vinst    | 1-0   | Zeljko Saric          | Domslut (enhälligt)     | TFC 3                                   | 23 juni 2012      | 3    | 5:00 | Belgrad, Serbien                  |          |
| Vinst    | 2-0   | Rok Kokotec           | TKO (slag)              | AFC 6 - Reborn                          | 18 maj 2013       | 1    | 0:30 | Trbovlje, Slovenien               |          |
| Vinst    | 3-0   | Sasa Lazic            | TKO (slag)              | MC - Master Challenge 2                 | 12 januari 2014   | 1    | 2:19 | Jagodina, Serbien                 |          |
| Vinst    | 4-0   | Rizvan Kuniev         | Domslut (enhälligt)     | TFC 4                                   | 14 juni 2014      | 3    | 5:00 | Pančevo, Vojvodina                |          |
| Förlust  | 4-1   | Jiri Prochazka        | TKO                     | GCF Challenge Cage Fight 5              | 14 november 2014  | 1    | n/a  | Brno, Tjeckien                    |          |
| Vinst    | 5-1   | Dionysis Papadopoulos | TKO (slag)              | Final Fight Championship 7              | 13 mars 2015      | 1    | 0:59 | Sarajevo, Bosnien och Hercegovina |          |
| Vinst    | 6-1   | Hatef Moeil           | TKO (slag)              | Final Fight Championship 19             | 18 september 2015 | 2    | 1:17 | Linz, Österrike                   |          |
| Vinst    | 7-1   | Ivan Vitasovic        | Submission (keylock)    | Final Fight Championship 21             | 27 november 2015  | 1    | 2:59 | Rijeka, Kroatien                  |          |
| Vinst    | 8-1   | Manny Murillo         | TKO (slag)              | Final Fight Championship 25             | 11 juni 2016      | 1    | 0:56 | Springfield, MA, USA              |          |
| Vinst    | 9-1   | Dion Staring          | Domslut (majoritet)     | Final Fight Championship 26             | 23 september 2016 | 3    | 5:00 | Linz, Österrike                   |          |
| Vinst    | 10-1  | Dion Staring          | Domslut (enhälligt)     | Final Fight Championship 27             | 17 december 2016  | 3    | 5:00 | Zagreb, Kroatien                  |          |
| Vinst    | 11-1  | Emil Zahariev         | TKO (bensparkar)        | Final Fight Championship 28             | 11 mars 2017      | 1    | 2:07 | Aten, Grekland                    |          |
| Vinst    | 12-1  | Tomasz Czerwinski     | TKO (slag)              | CFL 1                                   | 30 september 2017 | 1    | n/a  | Belgrad, Serbien                  |          |
| Vinst    | 13-1  | Jeremy Kimball        | TKO (armbågar och slag) | UFC Fight Night: Shogun vs. Smith       | 22 juli 2018      | 1    | 3:13 | Hamburg, Tyskland                 |          |
| Förlust  | 13-2  | Devin Clark           | Domslut (enhälligt)     | UFC Fight Night: Gustafsson vs. Smith   | 1 juni 2019       | 3    | 5:00 | Stockholm, Sverige                |          |
| Förlust  | 13-3  | Kennedy Nzechukwu     | Domslut (enhälligt)     | UFC on ESPN: Covington vs. Lawler       | 3 augusti 2019    | 3    | 5:00 | Newark, NJ, USA                   |          |
| Förlust  | 13-4  | Jamahal Hill          | Domslut (enhälligt)     | UFC Fight Night: Blaydes vs. dos Santos | 25 januari 2020   | 3    | 5:00 | Raleigh, NC, USA                  |          |